# آلبرت پایک
آلبرت پایک (انگلیسی: Albert Pike؛ ۲۹ دسامبر ۱۸۰۹ – ۲ آوریل ۱۸۹۱) یک فرد نظامی اهل ایالات متحده آمریکا، وکیل، نویسنده و فراماسونی مشهور بود. او نویسنده آثار مشهور فراماسونری همچون "اخلاقیات و تعصبات " است.